# Ohmella baetica
Ohmella baetica är en halssländeart som först beskrevs av Jules Pièrre Rambur 1842.  Ohmella baetica ingår i släktet Ohmella och familjen ormhalssländor.

## Underarter
Arten delas in i följande underarter:
- O. b. baetica
- O. b. bolivari